# Joanovich Sándor
Szentandrási Joanovich Sándor (Temesvár, 1861. július 18. – Budapest, 1918. március 13.) közigazgatási tisztviselő, alispán, kormánybiztos.

## Életrajza
Szülei Szentandrási Joanovich Emil és Bőnyi Panda Ilona. A középiskolát Temesvárott végezte, 1877-ben Budapestre került, ahol joghallgató lett. 1880-ban a 4. sz. huszárezredben mint egyéves önkéntes szolgált és 1881-ben tartalékos hadnagy lett a császári és királyi 1. sz. huszárezredben. Később is szolgálaton kívüli viszonybeli honvéd huszárhadnagy volt. 1882-ben Temes vármegye szolgálatába lépett; 1883. július 18-án pedig az akkor idetelepített csángókhoz helyhatósági biztossá nevezte ki a kormány; egyben a tiszteletbeli főszolgabírói címet is elnyerte. 1884 októberében a helyhatósági biztosságot megszüntették és a csángó telepítést Torontál vármegye ügykörébe utalták. Tisza Kálmán miniszterelnök az összkormány nevében elismerését fejezte ki Joanovichnak buzgó és sikeres működéséért. Joanovich ekkor visszatért Temes vármegye szolgálatába és 1885-ben Buziásfürdőre került mint szolgabíró, 1889-ben a rékasi járás főszolgabírója lett. Itt tíz éven át, 1898 májusáig működött és ez idő alatt a minisztériumok és a vármegyei hatóságok több ízben részesítették elismerésben. 1898-ban egyhangúlag központi járási főszolgabírónak választották meg, de már 1899 novemberében a főjegyzői székbe került. 1905. május 18-án Temes vármegye közönsége alispánná választotta. Mint ilyen, modern alapokra fektette a községi adminisztráció ellenőrzését. 1908 decemberében miniszteri tanácsossá, egyben országos cigányügyi kormánybiztossá nevezte ki a kormány. 1910-ben Temes vármegye és Temesvár szabad királyi város főispánjává nevezték ki és mint ilyen általános szeretetnek és köztiszteletnek örvendett. 1914-ben a délvidék polgári, 1917-ben Magyarország szabad királyi városainak és Ruténföld élelmezésügyi kormánybiztosává nevezték ki. Felesége Hellebronth Laura.
Szépirodalommal és zenével is foglalkozott, a Pesti Hírlap és Budapesti Hirlap számos közigazgatási és közgazdasági cikkét közölte. Jeles műfordító volt, magyarról németre fordított és viszont. Saját költeményei is szélesebb körben ismertek. Számos irodalmi és kulturális társaság tagja volt és az Arany János Társaság dísztagja. Magyar nótái, melyekhez a szöveget is maga írta, közkedveltségnek örvendtek és zamatos magyar jellegük által tűntek fel. Kötete magyar és német eredeti és fordított versekkel 1912-ben jelent meg.

## Önállóan megjelent művei
- 8 magyar dal (1905)
- Von der Heide (1910)
- Gedichte und Ubersetzungen (1912)
- Költemények és fordítások (1914)